# 加沙聖家堂
聖家堂（阿拉伯语：كنيسة العائلة المقدسة），其位於加沙市，是巴勒斯坦加沙地帶的唯一一座天主教堂及堂區。此教區擁有一所學校，致力於為加沙的孩子們提供基督教教育，並與附近的幾個宗教團體如仁愛傳教修女會、瑪達拉上主及聖母之僕修女會，以及玫瑰經修女會保持緊密的合作關係。其中，仁愛傳教修女會專門照顧老年人和殘疾人，而玫瑰經修女會則經營一所學校。這個社區的牧靈工作由道生會的神父們負責。

## 歷史

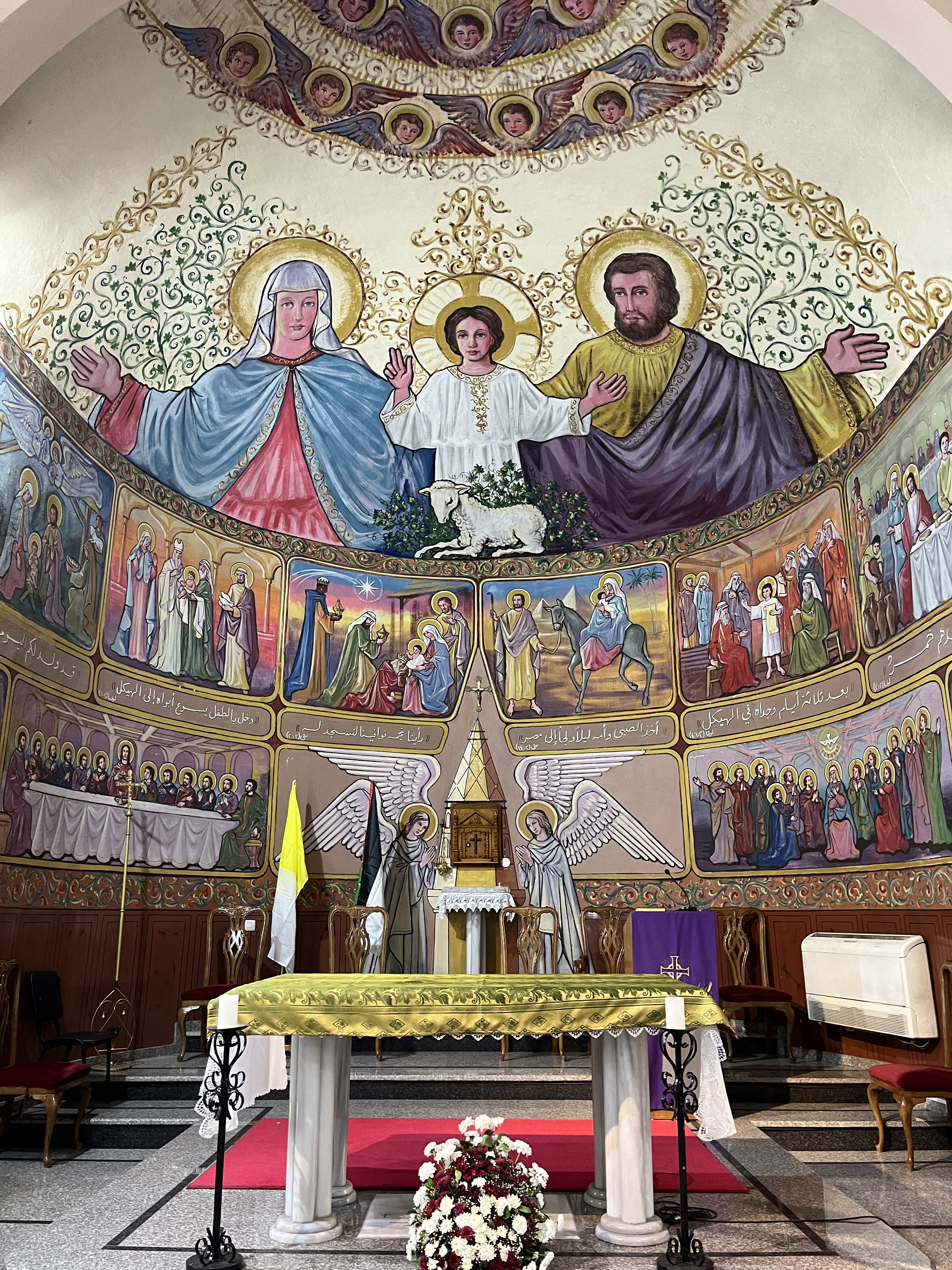
教堂的聖堂和祭壇

1974年，天主教耶路撒冷宗主教區在此堂區創建聖家學校，現在該校已經有超過1200名學生。至2000年，玫瑰經修女會又創立一所幼兒園和小學，大約500名學生在此就讀。這些學校對所有宗教的孩子都開放，許多當地的穆斯林家庭也選擇將他們的孩子送到這些學校接受教育。
1995年至2009年期間，巴勒斯坦和平運動者曼努埃爾·穆薩拉姆擔任聖家社區的堂區神父。2007年，玫瑰經修女會的修道院遭到不明人士的洗劫和破壞。然而，當穆薩拉姆被問及襲擊後加沙穆斯林與基督徒的關係時，他表示，兩者的關係依然良好，並且社區中的穆斯林已經答應幫忙修復被破壞的部分。
2014年加沙戰爭期間，以色列針對附近房屋的空襲導致堂區學校和牧師辦公室部分被摧毀。
2021年，加沙地帶的天主教社區有133人。2021年巴以衝突期間，玫瑰經修女會的學校因以色列空襲而受損。

### 以色列入侵加沙地帶
2023年以色列—哈馬斯戰爭期間，教堂、學校和修道院成為了數百名難民的庇護所，其中包括許多家園被摧毀的基督教家庭。10月9日，教宗方濟各致電給聖家堂的神父加布里埃爾·羅馬內利，為加沙的基督教社區祈禱。當時，由於戰爭的原因，羅馬內利被困在伯利恆，無法返回加沙。10月16日，教宗方濟各再次致電給在聖家堂服務的神父尤素福·阿薩德和納比拉·薩勒，為加沙的信徒提供更多的支持。11月4日，玫瑰經修女會的學校在以色列的空襲中被摧毀。到了12月1日，仍然無法返回加沙的羅馬內利報告說，有600人正在教堂裡避難。他還對教宗方濟各和總主教皮爾巴蒂斯塔·皮薩巴拉表示感謝，並表示教宗每天都會打電話給聖家堂。12月11日，國際天主教牧靈援助組織援助有需要的教會（ACN）報告說，教堂因以色列的空襲而受到損壞，太陽能板、水箱和堂區內的其他建築都被摧毀。ACN還報告說，由於燃料耗盡，堂區的大部分通信已經被切斷。巴勒斯坦裔英國國會議員萊拉·莫蘭的家人正在教堂裡避難，莫蘭表示，她擔心她的家人在聖誕節前可能無法在加沙的教堂裡生存下來，因為他們面臨著狙擊手的威脅和缺水的困境。媒體報導說，自戰爭開始以來，大約有650名巴勒斯坦基督徒在教堂裡尋求庇護。
12月16日，巴勒斯坦通訊社瓦法社報道稱，一對母女被以色列狙擊手射殺。梵蒂岡新聞證實這一消息，報道說，女兒在試圖營救被狙擊手射殺的年邁母親時同遭擊斃。天主教耶路撒冷宗主教區表示：「納赫達和她的女兒薩姆在前往修女修道院時被槍殺。當薩姆試圖將納希達帶到安全地帶時，薩姆同被殺死。另有七人在試圖保護教堂內的其他人時被槍傷。（以色列）沒有發出任何警告，也沒有提供任何通知。遇害者在教區內被冷血槍殺，那裡根本沒人在交戰。」
梵蒂岡新聞報道稱，以色列國防軍聲稱教區有火箭發射器，為襲擊辯護。

## 另見
- 聖波菲里烏斯教堂，加沙市希臘正教會教堂
- 加沙浸信會教堂，加沙市基督新教教堂
- 拉馬拉聖家堂，約旦河西岸同名天主教堂
- 巴勒斯坦天主教